# برنهارد فرانك
برنهارد فرانك (بالألمانية: Bernhard Frank)‏ هو جندي ألماني، ولد في 15 يوليو 1913 في فرانكفورت في ألمانيا، وتوفي في 29 يونيو 2011.